# Ronde van Italië 2015/Tiende etappe
De tiende etappe van de Ronde van Italië 2015 werd verreden op 19 mei 2015. De renners reden een vlakke rit van 200 kilometer van Civitanova Marche naar Forlì. Onderweg lag er één heuveltje van vierde categorie. De ritzege ging naar Nicola Boem, een koploper uit het kwartet Italianen dat uit de greep van het peloton wist te blijven en mocht strijden voor de ritzege. Richie Porte, de nummer drie in de stand, zakte door een illegale fietswissel naar de twaalfde plek.

## Verloop
Al na vijf kilometer reed een vijftal Italianen - Nicola Boem, Matteo Busato, Oscar Gatto, Alessandro Malaguti en Alan Marangoni - weg. Het peloton gaf het kwintet nooit meer dan vijf minuten voorsprong en de koers werd vooral gecontroleerd door de sprintersploeg van Lotto Soudal (voor André Greipel). Met een kilometer of veertig te gaan begonnen ook Trek (Giacomo Nizzolo) en Giant-Alpecin (Luka Mezgec) zich te mengen in de achtervolging, maar de voorsprong van het vijftal slonk slechts langzaam.
Op ruim tien kilometer van de streep kreeg Gatto een lekke band, waardoor er vooraan nog vier overbleven. Die vier hadden nog altijd anderhalve minuut voorsprong, waardoor ze konden dromen van ritwinst. De koplopers werkten goed samen, terwijl in het peloton het meeste werk op de schouders van de Lotto Soudalploeg bleef rusten. Met nog twee kilometer te gaan bedroeg het gat nog altijd veertig seconden, waardoor duidelijk werd dat de winnaar bij de koplopers zou zitten. Op anderhalve kilometer van de meet probeerde Marangoni zijn vluchtgenoten te verrassen met een demarrage, maar hij hield geen stand en zou uiteindelijk vierde worden. De overige drie mochten sprinten om de zege en Boem bleek de snelste. Busato pakte de tweede plek, voor Malaguti. Nizzolo won achttien tellen na Boem de sprint van het peloton.
Toen het peloton nog vier kilometer te rijden had, kreeg Richie Porte (de derde in de stand) materiaalpech. Hij kreeg hulp van Simon Clarke, die een wiel aan zijn landgenoot afstond. Porte kwam uiteindelijk iets meer dan een minuut na Boem binnen, maar na afloop kregen hij en Clarke twee minuten straftijd. Clarke (Orica-GreenEdge) was immers geen ploeggenoot van Porte (Team Sky) en mechanische hulp van een niet-ploeggenoot was niet toegestaan in de regels. Het verlies van Porte op de andere favorieten bedroeg in totaal uiteindelijk 2'47", waardoor de Australiër uit de top-tien van het algemeen klassement viel.

### Tussensprints
| Tussensprint Santarcangelo di Romagna na 159,4 km |                     |        |
| Plaats                                            | Naam                | Punten |
| Winnaar                                           | Oscar Gatto         | 20     |
| 2                                                 | Nicola Boem         | 12     |
| 3                                                 | Matteo Busato       | 8      |
| 4                                                 | Alessandro Malaguti | 6      |
| 5                                                 | Alan Marangoni      | 4      |
| 6                                                 | Tom Stamsnijder     | 3      |
| 7                                                 | Louis Vervaeke      | 2      |
| 8                                                 | Fumiyuki Beppu      | 1      |

| Tussensprint Cesena na 178,8 km |                     |        |
| Plaats                          | Naam                | Punten |
| Winnaar                         | Oscar Gatto         | 20     |
| 2                               | Nicola Boem         | 12     |
| 3                               | Alessandro Malaguti | 8      |
| 4                               | Alan Marangoni      | 6      |
| 5                               | Matteo Busato       | 4      |
| 6                               | Sander Armée        | 3      |
| 7                               | Kristof Vandewalle  | 2      |
| 8                               | Stig Broeckx        | 1      |

### Bergsprint
| Beklimming Monte di Bartolo na 107,9 km | Beklimming Monte di Bartolo na 107,9 km | 4e cat. 4,8 km à 3,5% | 4e cat. 4,8 km à 3,5% |
| Plaats                                  | Naam                                    | Punten                |                       |
| Winnaar                                 | Alessandro Malaguti                     | 3                     |                       |
| 2                                       | Alan Marangoni                          | 2                     |                       |
| 3                                       | Matteo Busato                           | 1                     |                       |

### Meeste kopkilometers
| Naam                | Kilometers |
| ------------------- | ---------- |
| Nicola Boem         | 196        |
| Matteo Busato       | 196        |
| Alessandro Malaguti | 196        |
| Alan Marangoni      | 196        |

De dagprijs ging naar Boem omdat hij (1) hoger in de rituitslag eindigde dan Busato (2), Malaguti (3) en Marangoni (4).

## Uitslag
| Civitanova Marche - Forlì (200 km) |                      |                         |          |
| Plaats                             | Naam                 | Ploeg                   | Tijd     |
| Winnaar                            | Nicola Boem          | Bardiani CSF            | 4u26'16" |
| 2                                  | Matteo Busato        | Southeast               | z.t.     |
| 3                                  | Alessandro Malaguti  | Nippo-Vini Fantini      | +2"      |
| 4                                  | Alan Marangoni       | Cannondale-Garmin       | +4"      |
| 5                                  | Giacomo Nizzolo      | Trek Factory Racing     | +18"     |
| 6                                  | Sacha Modolo         | Lampre-Merida           | +18"     |
| 7                                  | André Greipel        | Lotto Soudal            | +18"     |
| 8                                  | Luka Mezgec          | Giant-Alpecin           | +18"     |
| 9                                  | Nicola Ruffoni       | Bardiani CSF            | +18"     |
| 10                                 | Davide Appollonio    | Androni Giocattoli-Sid. | +18"     |
| 11                                 | Aleksandr Porsev     | Katjoesja               | +18"     |
| 12                                 | Eduard-Michael Grosu | Nippo-Vini Fantini      | +18"     |
| 13                                 | Juan José Lobato (E) | Movistar                | +18"     |
| 14                                 | Kévin Reza           | FDJ                     | +18"     |
| 15                                 | Manuel Belletti      | Southeast               | +18"     |

## Klassementen
| Algemeen klassement |                   |                  |           |
| Plaats              | Naam              | Ploeg            | Tijd      |
| Roze trui           | Alberto Contador  | Tinkoff-Saxo     | 42u58'09" |
| 2                   | Fabio Aru         | Astana           | +3"       |
| 3                   | Mikel Landa       | Astana           | +46"      |
| 4                   | Dario Cataldo     | Astana           | +1'16"    |
| 5                   | Roman Kreuziger   | Tinkoff-Saxo     | +1'46"    |
| 6                   | Rigoberto Urán    | Etixx-Quick Step | +2'10"    |
| 7                   | Giovanni Visconti | Movistar         | +2'12"    |
| 8                   | Damiano Caruso    | BMC              | +2'20"    |
| 9                   | Andrey Amador     | Movistar         | +2'24"    |
| 10                  | Leopold König     | Team Sky         | +2'30"    |

| Puntenklassement |                 |                         |        |
| Plaats           | Naam            | Ploeg                   | Punten |
| Rode trui        | Nicola Boem     | Bardiani CSF            | 98     |
| 2                | André Greipel   | Lotto Soudal            | 85     |
| 3                | Elia Viviani    | Team Sky                | 78     |
| 4                | Giacomo Nizzolo | Trek Factory Racing     | 61     |
| 5                | Marco Bandiera  | Androni Giocattoli-Sid. | 60     |

| Bergklassement |                   |                  |        |
| Plaats         | Naam              | Ploeg            | Punten |
| Blauwe trui    | Simon Geschke     | Giant-Alpecin    | 50     |
| 2              | Beñat Intxausti   | Movistar         | 39     |
| 3              | Steven Kruijswijk | LottoNL-Jumbo    | 37     |
| 4              | Carlos Betancur   | AG2R La Mondiale | 33     |
| 5              | Paolo Tiralongo   | Astana           | 23     |

| Jongerenklassement |                        |                   |           |
| Plaats             | Naam                   | Ploeg             | Tijd      |
| Witte trui         | Fabio Aru              | Astana            | 42u58'12" |
| 2                  | Davide Formolo         | Cannondale-Garmin | +2'58"    |
| 3                  | Jan Polanc             | Lampre-Merida     | +20'25"   |
| 4                  | Esteban Chaves         | Orica-GreenEdge   | +21'34"   |
| 5                  | Francesco M. Bongiorno | Bardiani CSF      | +22'54"   |

| Ploegenklassement (tijd) |                   |            |
| Plaats                   | Ploeg             | Tijd       |
| 1                        | Astana            | 128u15'41" |
| 2                        | BMC               | +6'12"     |
| 3                        | Team Sky          | +6'22"     |
| 4                        | Movistar          | +7'11"     |
| 5                        | Cannondale-Garmin | +23'28"    |

| Ploegenklassement (punten) |                 |      |
| Plaats                     | Ploeg           | Tijd |
| 1                          | Astana          | 247  |
| 2                          | Orica-GreenEdge | 194  |
| 3                          | Movistar        | 165  |
| 4                          | Southeast       | 158  |
| 5                          | Lampre-Merida   | 152  |

### Overige klassementen
| Tussensprintklassement |                      |                         |        |
| Plaats                 | Naam                 | Ploeg                   | Punten |
| 1                      | Marco Bandiera       | Androni Giocattoli-Sid. | 30     |
| 2                      | Nicola Boem          | Bardiani CSF            | 24     |
| 3                      | Eduard-Michael Grosu | Nippo-Vini Fantini      | 21     |

| Combativiteitsklassement |                   |               |        |
| Plaats                   | Naam              | Ploeg         | Punten |
| 1                        | Nicola Boem       | Bardiani CSF  | 22     |
| 2                        | Jan Polanc        | Lampre-Merida | 16     |
| 3                        | Steven Kruijswijk | LottoNL-Jumbo | 16     |

| Strijdlustklassement |                |                         |        |
| Plaats               | Naam           | Ploeg                   | Punten |
| 1                    | Nicola Boem    | Bardiani CSF            | 420    |
| 2                    | Marco Bandiera | Androni Giocattoli-Sid. | 373    |
| 3                    | Alan Marangoni | Cannondale-Garmin       | 345    |

| Azzurri d'Italia |                 |                   |        |
| Plaats           | Naam            | Ploeg             | Punten |
| 1                | André Greipel   | Lotto Soudal      | 5      |
| 2                | Davide Formolo  | Cannondale-Garmin | 4      |
| 3                | Paolo Tiralongo | Astana            | 4      |

| Premio Energy |               |                     |        |
| Plaats        | Naam          | Ploeg               | Punten |
| 1             | Fabio Felline | Trek Factory Racing | 5      |
| 2             | André Greipel | Lotto Soudal        | 5      |
| 3             | Fabio Aru     | Astana              | 4      |

## Opgaves
- Matteo Pelucchi (IAM)

1e etappe ·
2e etappe ·
3e etappe ·
4e etappe ·
5e etappe ·
6e etappe ·
7e etappe ·
8e etappe ·
9e etappe ·
10e etappe ·
11e etappe ·
12e etappe ·
13e etappe ·
14e etappe ·
15e etappe ·
16e etappe ·
17e etappe ·
18e etappe ·
19e etappe ·
20e etappe ·
21e etappe
Startlijst · Eindstanden · Afbeeldingen